# 为人师表 (电影)
《爲人師表》（英語：Stand and Deliver）是于1988年上映的一部美國劇情片，根據一位高中數學老師海梅·埃斯卡兰特的親身經歷改編，并且爱德华·詹姆斯·奥莫斯因此榮獲第61届奥斯卡金像奖最佳男主角獎提名。該電影榮獲1988年獨立精神獎最佳影片獎，名稱取自1987年米斯特先生合唱團創作的同名歌曲《爲人師表》，該樂隊亦同時出現於影片的片尾字幕當中。
2011年，該電影因在“文化上、历史上或美学上”具有重要意义，而被選爲美國國會圖書館的國家影片登記表典藏。

## 外部鏈接
- 互联网电影数据库（IMDb）上《为人师表》的资料（英文）
- AllMovie上《为人师表》的资料（英文）
- 爛番茄上《为人师表》的資料（英文）
- Box Office Mojo上《为人师表》的資料（英文）
- 豆瓣电影上《为人师表》的資料 （简体中文）